# あきれた刑事
『あきれた刑事』（あきれたデカ）は、1987年10月から1988年3月まで日本テレビ系列で放送されたセントラル・アーツ製作による刑事ドラマである。放送時間は、毎週水曜20:00 - 20:54(JST) 。

## 概要
前クールまで放送された『あぶない刑事』に続く、セントラル・アーツと日本テレビの製作による連続刑事ドラマ。同作から引き続いてバディアクションのスタイルを採用しているが、本作では主役コンビの一人は警察機関に属さないアウトローと設定されており、警視庁の極秘セクション「特殊強行犯捜査課」の潜入捜査官・内海法道（時任三郎）と、裏社会に通じる謎の相棒・黒木達男（永島敏行）の活躍をコミカルタッチで描いた。
『マイアミ・バイス』の演出手法を取り入れ、ロサンゼルスでレコーディングされたサントラにはデビー・ギブソンやビル・チャンプリンなどの大物ミュージシャンを多数起用した。

## 登場人物
内海 法道 - 時任三郎
特殊強行犯捜査課刑事。当初の階級は巡査部長であったが、第12話で本人に知らされないまま警部補へ昇進し、課の部屋にデスクが与えられる。29歳。
第1話で、下北沢にある黒木の通う金子ダンススクールが入るアパート「ダコタ・ハウス」へ引っ越してくる。任務の性質上、黒木以外には表向きの職業を「探偵」と名乗り、刑事であることをダコタ・ハウスの住人たちに秘密にしていたが、部屋に拳銃を隠していることが石田健などに露見し、住人達からかけられた「ヤクザである」などとの疑いを晴らすために、刑事という身分を明らかにする。その後は、石田たちも（報酬目当てではあるが）積極的に内海の捜査を手伝うようになる。
潜入刑事だけあって射撃・格闘・ドライビングテクニックは一流だが、カエルが苦手でその姿を見ただけでも悲鳴を上げて逃げ出す。捜査車両兼表向きの愛車として、赤い日産・エクサを使用。愛銃のFN ブローニングM1910は常に分解した状態で靴底などに隠し持ち、緊急時はその都度組み立てて使用する（と言っても、自動拳銃はスライドと銃身パイプとメインフレームと弾倉までにしか分解出来ない）。
黒木 達男 - 永島敏行
内海の相棒で元暴力団員。31歳。内海から報酬を得て捜査に協力している。内海によると「ヤクザの上前をはねるヤツ」。ダコタ・ハウスや金子ダンススクールにはよく出入りしており、石田たちとも親しい。第12話で大家にダコタ・ハウスを追い出された内海に代わって住むようになる。常にクールで腕っぷしも強く、銃火器の扱いもプロ並みだが、高所恐怖症でもある。愛車は赤の日産・テラノ。

藤田 啓 課長：小林稔侍（第1話 - 第12話、第20話 - 第22話）
特殊強行犯捜査課課長。階級は警部（実際の警視庁課長相当の階級ではない）。内海を「坊や」と呼び、一件につき50万円の必要経費と共に非情なミッションを与える。外部やダコタ・ハウス内で内海と接触する際は、自らも様々な変装を行う。執務中は常にコーヒーをミニカップで愛飲するなど飄々とした風体だが、逆上すると荒々しく大声を挙げる。
川口 礼子 課長：吉田日出子（第12話 - 第20話）
特殊強行犯捜査課課長。藤田課長が転勤という名目で潜入捜査（内海にも伏せられていた）の任務に就く間の代理として着任する。中国拳法をマスターしており、自ら臨場して犯罪者との格闘や確保に当たる場面も多い。
石田 健 - 関根勤
ダコタ・ハウスに住むスタントマン事務所「オフィス石田」の社長。事務所の運転資金稼ぎのため、副業として内海の捜査に協力する。
木下 昭夫 - 松井哲也
オフィス石田に所属するスタントマン。気弱なお調子者だがスタントをこなし、内海の捜査の支援を行う。特技はハイキック。
福永 由紀夫 - 神田雄次
シリーズ中盤より登場したオフィス石田所属のスタントマン。俳優志望の美男子で、内海も「良い男過ぎて捜査の役に立たない」と評する。
朝倉 みどり - 河合美智子
ダコタ・ハウスに住むカフェバーの店員。「ボーイッシュ」と言えば聞こえはいいが、およそ女性とは思えないほどガサツで気の強い性格。
初期は内海に反抗的な態度も見られたが、徐々に変わっていく。
岡崎 由香里 - 網浜直子
ダコタ・ハウスにみどりと一緒に住む金子ダンススクールのインストラクター。黒木に対して、密かに想いを寄せている。
小森巡査 - 藤井一男（ちびっこギャング）
吉田巡査 - 越川大介（ちびっこギャング）
ダコタ・ハウスのそばにある代田警察署中上町交番に勤務する警察官。内海と顔を合わせる度に不審尋問を掛けたり説教を垂れようとするが、毎回体よくあしらわれる。
中村 - 中村あずさ
金子ダンススクールのインストラクター。
オバさん - 船場牡丹
金子ダンススクールの会員。他の会員の中でもひと際目立つビッグボディの持ち主。

## スタッフ
- 企画 - 清水欣也（NTV）、黒澤満
- プロデューサー - 初川則夫（NTV）、伊地智啓、服部紹男
- 音楽 - トレヴァー・ヴィーチ、志熊研三
  - 唄・演奏 - デビー・ギブソン、ビル・クエートマン、フィル・ペリー、ビル・チャンプリン、麗美、ネットワーク、TRW
- 撮影 - 鈴木耕一、柳島克己、宗田喜久松、内田清美、小西泰正
- 照明 - 椎野茂、山岸清海
- 録音 - 佐藤泰博
- 整音 - 小峰信雄
- 美術 - 大嶋修一
- 編集 - 川島章正、山田真司、島村泰司
- 助監督 - 北浜雅弘、辻井孝夫、藤澤龍一、蘆田完、祭主恭嗣、鈴木元、伊藤裕彰
- キャスティング - 飯塚滋
- 記録 - 内田絢子、今村治子、田畑三代、小泉篤美、白鳥あかね、桑原みどり
- 製作担当者 - 小宮慎二、望月政雄、坂本忠久、市川幸嗣
- 音楽監督 - 鈴木清司
- 音楽プロデューサー - 北村篤識（日本テレビ音楽）
- 監督助手 - 鈴木宏志、隅田靖、鳥井邦男
- 撮影助手 - 高橋聡、坂江正明、小西泰正、安田圭、水野泰樹
- 照明助手 - 和栗一彦、岡尾正行、河野幸夫、鎌須賀健、前垣知実
- 録音助手 - 堤竹成佳、白取貢
- 美術助手 - 室岡秀信
- 編集助手 - 島村泰司
- 効果 - 渡部健一（東洋音響）
- スチール - 三村和仁、浜中節朗
- 演技事務 - 山田昌幸
- 製作進行 - 高橋政彦、大久保昌彦、志田篤彦、田中高夫、氏家英樹、益岡正志
- 技闘 - 高瀬将嗣（高瀬道場）
- 番組宣伝 - 染井将吾（NTV）
- タイトル画 - 高橋春男
  - 協力 - 日比野克彦
- カースタント - TA・KA
- エキストラ - クロキプロ
- 録音スタジオ - にっかつスタジオセンター
- 現像 - 東映化学
- 協力 - 日産自動車、LIGHT STAFF、明星電気、Kawasaki、レプリカ、ゲイタッグス
- 制作協力 - 東映
- 製作・著作 - セントラル・アーツ

## 主題歌
- 「CARRY ON」（歌：時任三郎、作詞：大津あきら、作曲：鈴木キサブロー、編曲：和泉一弥）

## 挿入歌
- SPEED OF LIGHT（歌：麗美）
- LETTERS FROM THE ROAD（歌：麗美）

## 放映リスト
| 回 | 放送日         | タイトル                        | 脚本              | 監督     | 視聴率 | ゲスト |
| -- | -------------- | ------------------------------- | ----------------- | -------- | ------ | --- |
| 1  | 1987年10月21日 | 悪人志願                        | 柏原寛司          | 村川透   | 14.1%  | 仲村トオル、佐藤仁哉、安岡力也、木村健吾 内田勝正、中原丈雄、江角英明、二家本辰己                         |
| 2  | 1987年10月28日 | 一触爆発                        | 新井光            | 一倉治雄 | 10.1%  | 鹿内孝、志水季里子、大林丈史、友金敏雄、坂田祥一朗                                                        |
| 3  | 1987年11月4日  | 変身泥棒                        | 田部俊行          | 一倉治雄 | 10.4%  | 一色彩子、阿部雅彦、高品剛、瀬木一将                                                                      |
| 4  | 1987年11月11日 | 二重誘拐                        | 新井光            | 手銭弘喜 | 7.9%   | 小林勝彦、山下洵一郎、時本和也                                                                            |
| 5  | 1987年11月18日 | 逃亡遊戯                        | 峯尾基三          | 手銭弘喜 | 9.6%   | 阿藤海、黒部進、椎谷建治、久保忠郎                                                                        |
| 6  | 1987年11月25日 | 贋礼狂乱                        | 柏原寛司          | 村川透   | 6.4%   | 日向明子、本郷直樹、団巌、高崎隆二、浅見小四郎、高岡良平                                                  |
| 7  | 1987年12月2日  | 虚々実々                        | 大川俊道          | 村川透   | 9.0%   | 茂野幸子、高杉亘、きくち英一                                                                              |
| 8  | 1987年12月9日  | 潜入哀歓                        | 丸内敏治          | 手銭弘喜 | 8.5%   | 戸浦六宏、相築彰子、堀田真三、大谷朗、木村栄                                                              |
| 9  | 1987年12月16日 | 右往左往                        | 新井光            | 手銭弘喜 | 8.8%   | 南条弘二、松本ちえこ、田口計、金子研三                                                                    |
| 10 | 1987年12月23日 | 正体暴露                        | 柏原寛司          | 村川透   | 9.6%   | 宮内洋、中島はるみ、坂西良太、辰馬伸                                                                      |
| 11 | 1988年1月6日   | 桃色吐息                        | 小島康志          | 村川透   | 8.4%   | 菅田俊、吉田忍、佐藤晟也、福山升三、田村奈己、原田力                                                      |
| 12 | 1988年1月13日  | アイドル誘拐                    | 柏原寛司 巽祐一郎 | 澤田幸弘 | 7.3%   | トモ（少女隊）、岡本達哉、小桜京子、瀬木一将、笹入舟作                                                    |
| 13 | 1988年1月20日  | 人質はお嬢さま                  | 大川俊道          | 澤田幸弘 | 8.7%   | 御木本伸介、大川陽子、市川好郎、鶴岡修、町田政則、軍司真人                                                |
| 14 | 1988年1月27日  | 女課長の甘いワナ                | 田部俊行          | 一倉治雄 | 11.2%  | 佐原健二、小林ひさよ、椎谷建治、伊藤洋三郎、森聖二、堀隆博                                                |
| 15 | 1988年2月3日   | あぶないパンダ探し              | 新井光            | 一倉治雄 | 10.0%  | 黒部進、坂元貞美、黒田真澄、吾羽七朗、花原照子、小椋正、海一生                                            |
| 16 | 1988年2月10日  | 黒いドレスの殺人鬼              | 岡芳郎            | 藤澤龍一 | 8.4%   | 上杉祥三、飯島大介、秋山武史、加藤大樹、衣笠健二、小川美那子                                              |
| 17 | 1988年2月17日  | 同級生は危険な女                | 名倉勲            | 藤澤龍一 | 9.6%   | 荒瀬英生、松川裕美、織本順吉、高品剛、山西道広、井上高志 堀勉、新海丈夫、布施智子                         |
| 18 | 1988年2月24日  | 湯けむりぷっつん娘 （松山ロケ） | 田部俊行          | 村川透   | 8.8%   | 洞口依子、深江章喜、中原丈雄、古川勉、相田寿美緒 中島陽典、瀬木一将、剛州、木村栄、江藤漢(ノンクレジット) |
| 19 | 1988年3月2日   | 追いつめて松山城 （松山ロケ）   | 大川俊道          | 村川透   | 7.6%   | 内田直哉、小出真由美                                                                                      |
| 20 | 1988年3月9日   | あやしい香港マフィア            | 柏原寛司          | 一倉治雄 | 7.7%   | 立川三貴、成瀬正孝                                                                                        |
| 21 | 1988年3月16日  | 保険金デート                    | 小野蘭子          | 一倉治雄 | 9.3%   | 蜷川香子、堀田真三、草薙良一、渡辺哲、勝俣州和、二家本辰己、寺島進、掛田誠、町田政則、立川利明            |
| 22 | 1988年3月23日  | 誘拐されて大爆発                | 峯尾基三          | 藤澤龍一 | 9.2%   | 睦五郎、石山雄大、大谷朗、屋敷かおり                                                                      |

## 放映ネット局
系列は当時の系列。
| 放送対象地域  | 放送局             | 系列                                         | 備考       |
| ------------- | ------------------ | -------------------------------------------- | ---------- |
| 関東広域圏    | 日本テレビ         | 日本テレビ系列                               | 制作局     |
| 北海道        | 札幌テレビ         | 日本テレビ系列                               |            |
| 青森県        | 青森放送           | 日本テレビ系列 テレビ朝日系列                |            |
| 岩手県        | テレビ岩手         | 日本テレビ系列                               |            |
| 宮城県        | ミヤギテレビ       | 日本テレビ系列                               |            |
| 秋田県        | 秋田放送           | 日本テレビ系列                               |            |
| 山形県        | 山形テレビ         | フジテレビ系列                               | 遅れネット |
| 福島県        | 福島中央テレビ     | 日本テレビ系列                               |            |
| 山梨県        | 山梨放送           | 日本テレビ系列                               |            |
| 新潟県        | テレビ新潟         | 日本テレビ系列                               |            |
| 長野県        | 信越放送           | TBS系列                                      | 遅れネット |
| 静岡県        | 静岡第一テレビ     | 日本テレビ系列                               |            |
| 富山県        | 北日本放送         | 日本テレビ系列                               |            |
| 石川県        | 石川テレビ         | フジテレビ系列                               | 遅れネット |
| 福井県        | 福井放送           | 日本テレビ系列                               |            |
| 中京広域圏    | 中京テレビ         | 日本テレビ系列                               |            |
| 近畿広域圏    | 読売テレビ         | 日本テレビ系列                               |            |
| 鳥取県 島根県 | 日本海テレビ       | 日本テレビ系列 テレビ朝日系列                | 遅れネット |
| 広島県        | 広島テレビ         | 日本テレビ系列                               |            |
| 山口県        | 山口放送           | 日本テレビ系列 テレビ朝日系列                |            |
| 徳島県        | 四国放送           | 日本テレビ系列                               |            |
| 岡山県 香川県 | 西日本放送         | 日本テレビ系列                               |            |
| 愛媛県        | 南海放送           | 日本テレビ系列                               |            |
| 高知県        | 高知放送           | 日本テレビ系列                               |            |
| 福岡県        | 福岡放送           | 日本テレビ系列                               |            |
| 長崎県        | テレビ長崎         | フジテレビ系列 日本テレビ系列                |            |
| 熊本県        | くまもと県民テレビ | 日本テレビ系列                               |            |
| 大分県        | テレビ大分         | フジテレビ系列 日本テレビ系列 テレビ朝日系列 |            |
| 宮崎県        | テレビ宮崎         | フジテレビ系列 日本テレビ系列 テレビ朝日系列 |            |
| 鹿児島県      | 鹿児島テレビ       | フジテレビ系列 日本テレビ系列                |            |
| 沖縄県        | なし               |                                              |            |

- 石川県では『あぶない刑事』『もっとあぶない刑事』は北陸放送（TBS系列）で平日夕方帯に放送されたが、当番組は石川テレビで後日平日夕方帯で放送された。

## 遠方ロケ
愛媛県
撮影許可などの都合もあり、同じ日本テレビ・セントラルアーツ制作で1986年にロケが行われた『あぶない刑事』における撮影場所と一部重複している。
協力・松山市観光課、菊間町商工観光課、東予市商工観光課、愛媛日産自動車
- 第18話「湯けむりぷっつん娘」

ロケ地・東京第一ホテル松山、松山空港、伊予鉄道、伊予鉄タクシー、東予港、四国オレンジフェリー、道後温泉本館、大街道商店街、太陽石油菊間製油所（現：太陽石油四国事業所）、田窪工業所東予工場など
- 第19話「追いつめて松山城」

ロケ地・東京第一ホテル松山、松山空港、伊予鉄道、松山城、松山城山ロープウェイ、道後温泉本館、大街道商店街、太陽石油松山空港通り給油所（現・SOLATO太陽石油販売 セルフ空港給油所）、愛媛ヤンマーなど
※当時、愛媛県内の日本テレビ系列局である南海放送では、ロケ撮影を紹介するミニ番組が製作されたり、ローカルニュースやラジオ番組でもロケに関する事柄が取り上げられた。

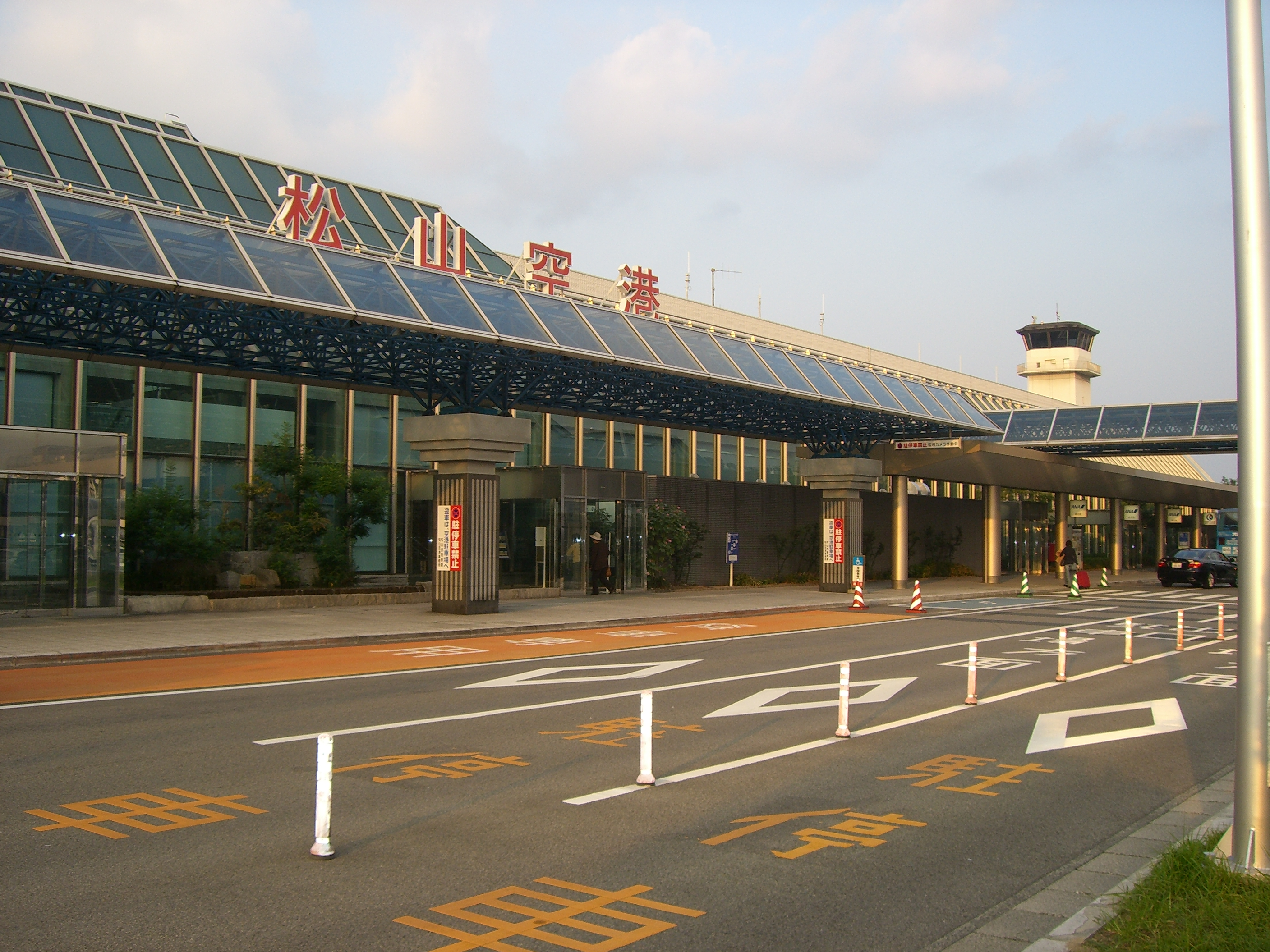
松山空港ターミナルビル（建替後）
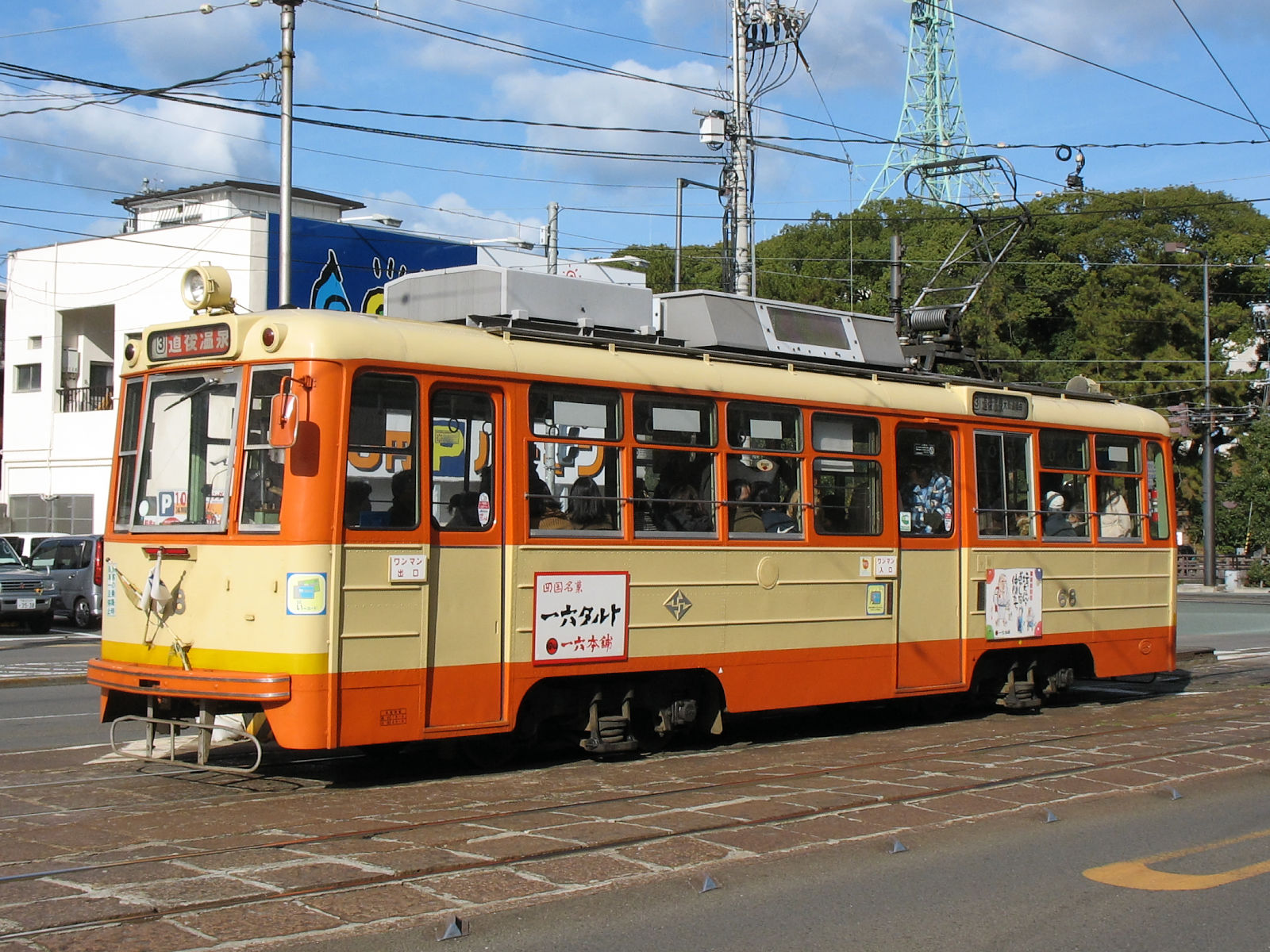
伊予鉄道松山市内線の電車
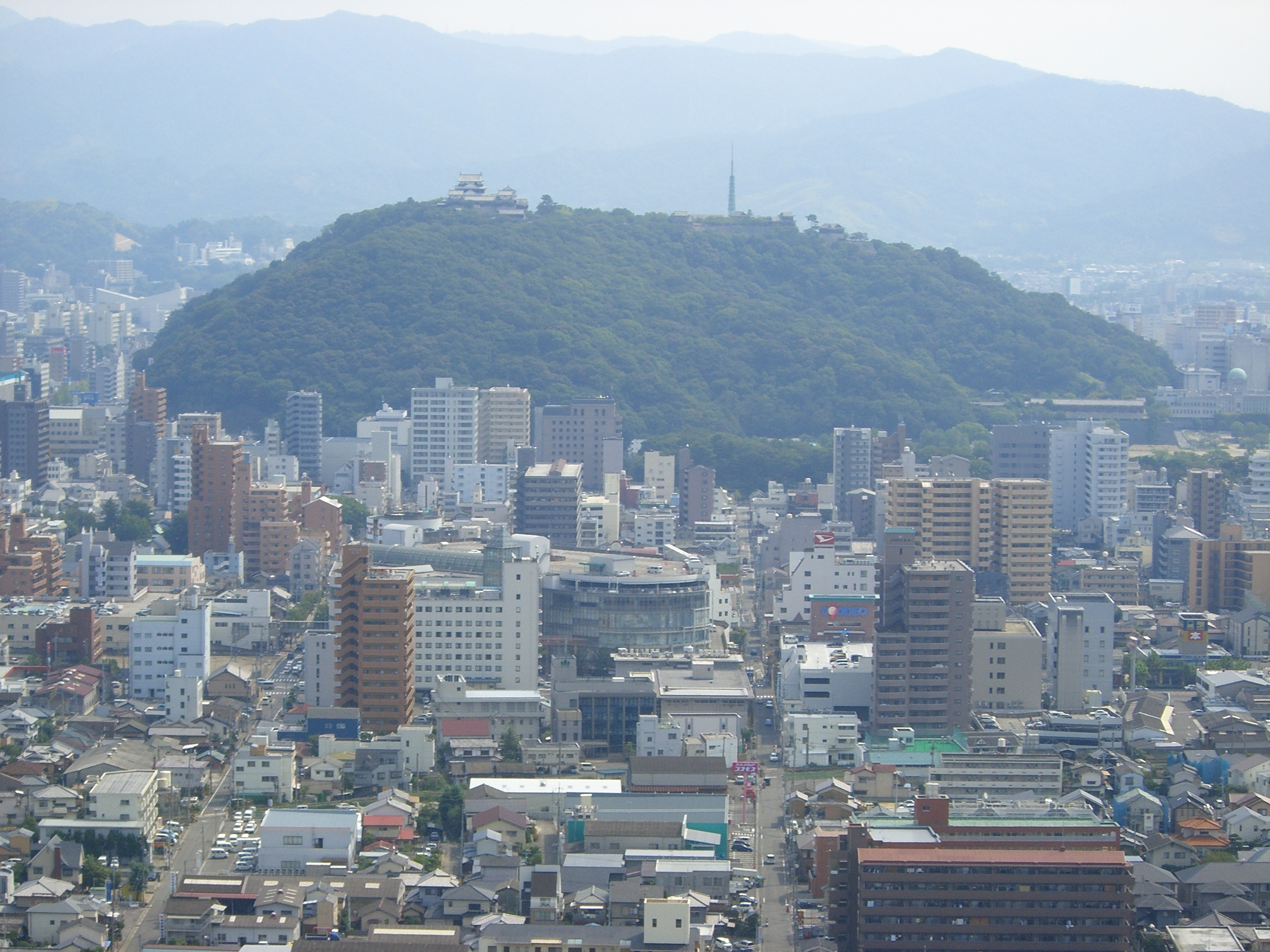
松山総合公園展望台から見た松山城
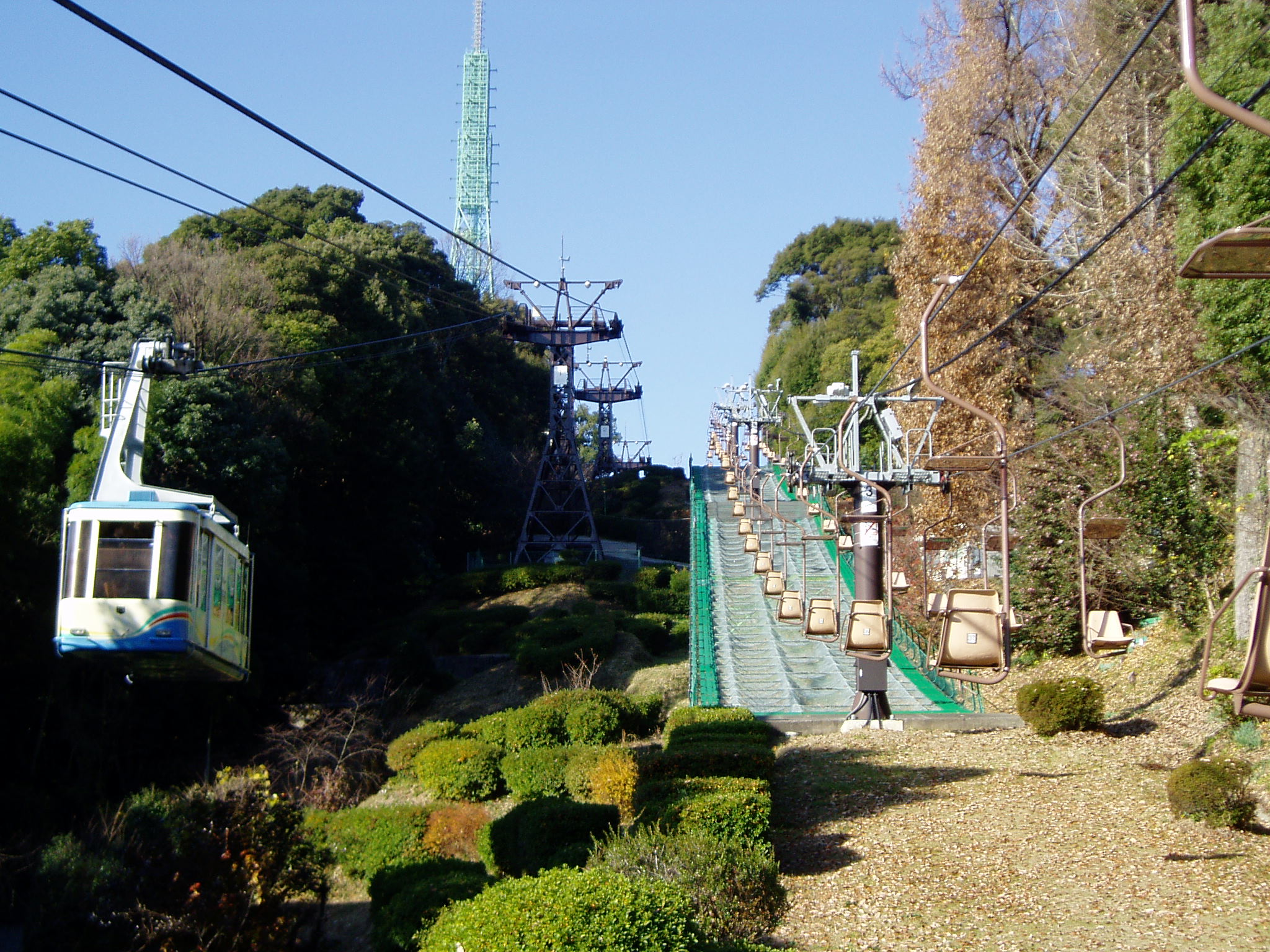
松山城山ロープウェイとリフト

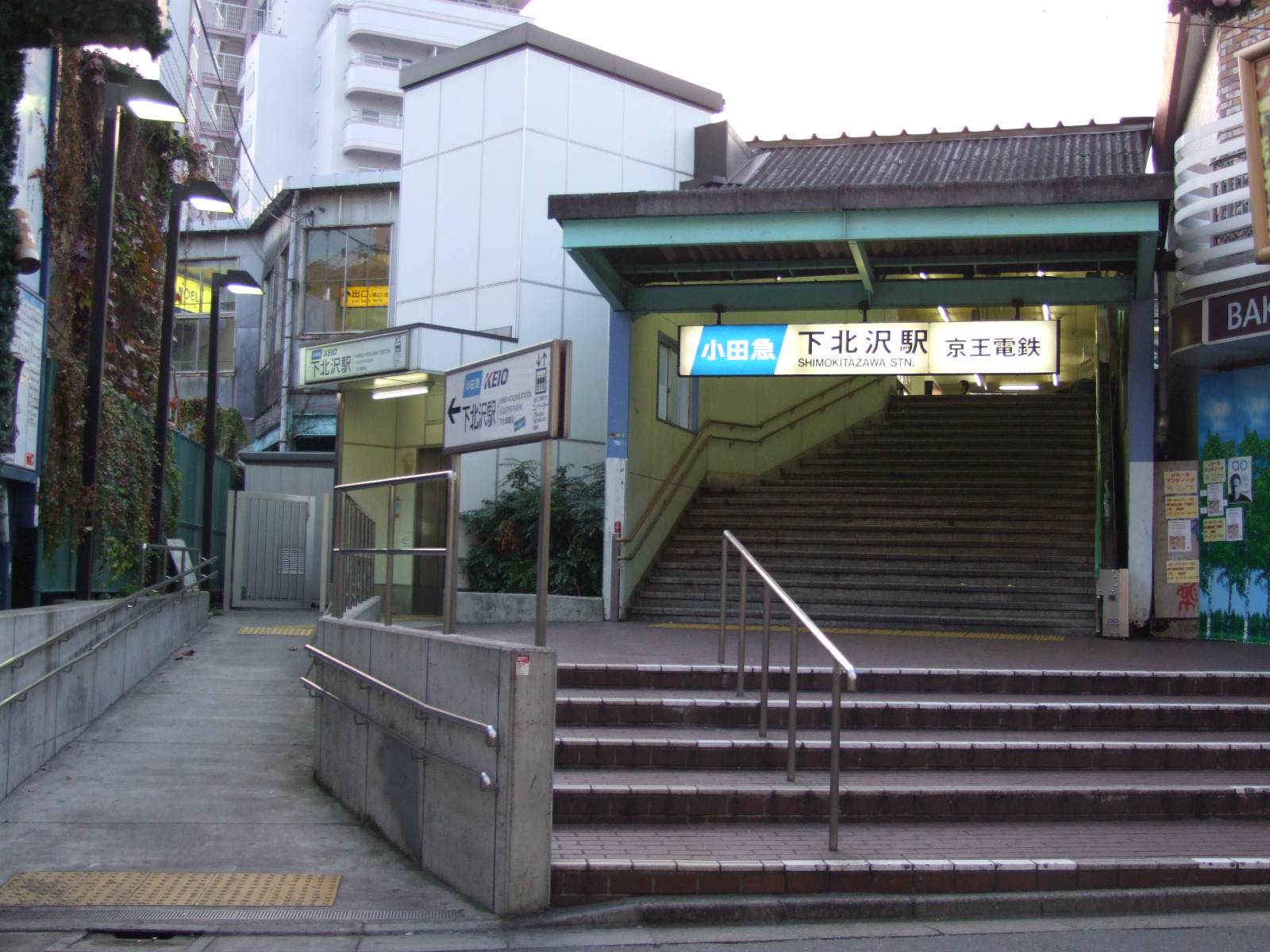
旧北口（2007年12月3日）
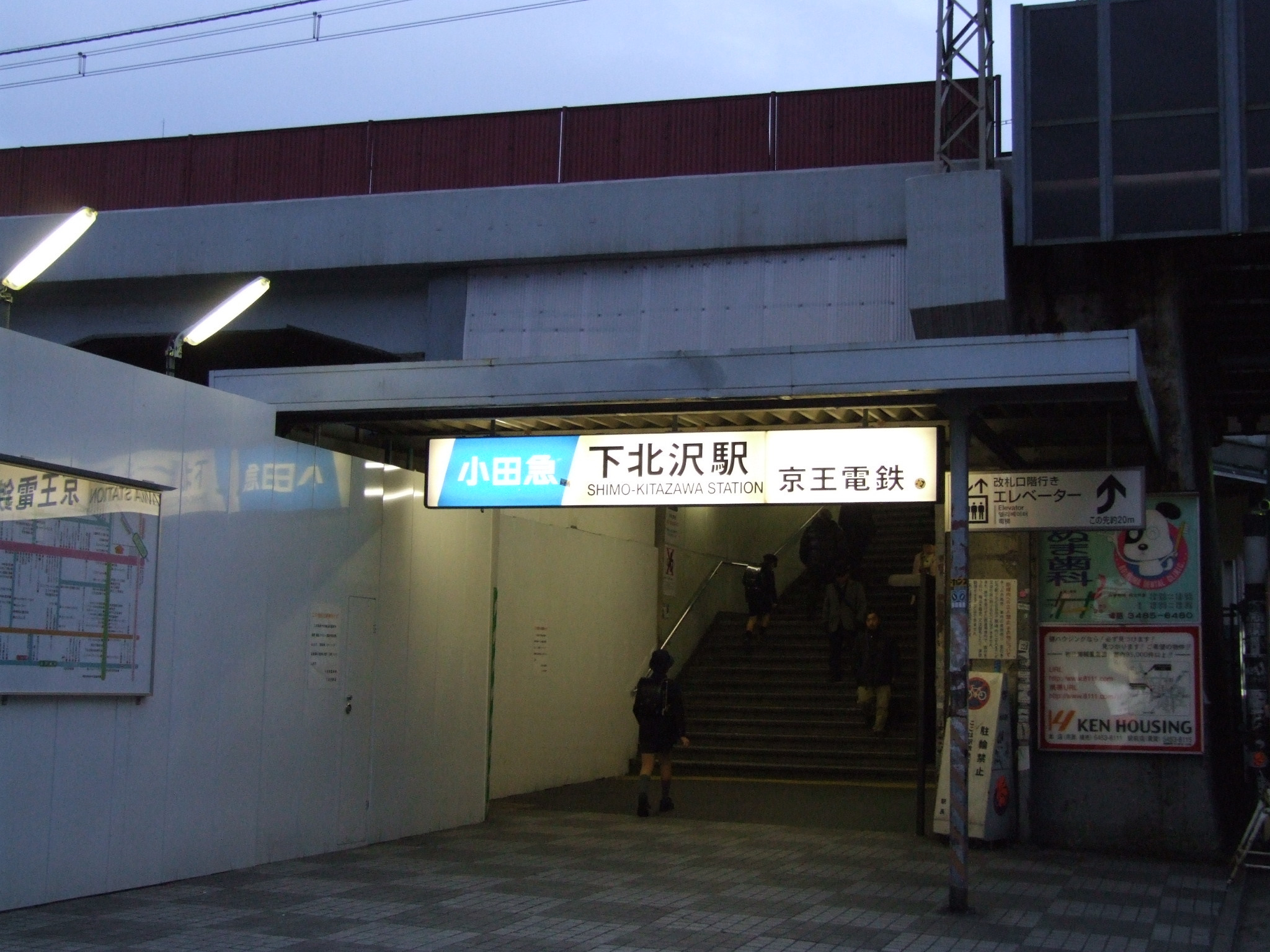
旧南口（2007年11月30日）
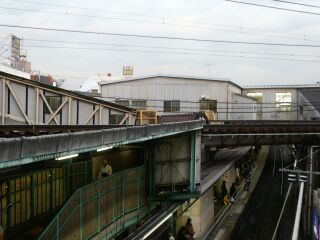
ホーム遠景（橋、京王井の頭線。下、小田急小田原線旧線。2003年12月）

## その他
- 内海たちの住む「ダコタ・ハウス」は東京都世田谷区下北沢にあるとの設定であり、撮影当時は下北沢近辺では地上を走っていた小田急線沿いへ実際に所在するビルが使用され、2016年6月現在においても現存している。
- 時任と永島は、本作と同時期に日本テレビ系列水曜日19時台で放送された連続テレビドラマ『恋はハイホー!』第8話に本作と同じ役柄でゲスト出演している。
- 日本テレビ系列水曜20時台の連続ドラマは1982年の『女かじき特急便』以来5年ぶりで初の刑事ドラマだったが本作をもって廃枠となった。

## ノベライゼーション
日本テレビ出版部から刊行されたノベライズでは、黒木は内海と同じ大学サッカー部の2年先輩であり、彼の表稼業がスポーツ用品店と少年サッカークラブのオーナーと設定されている他、2人がビジネスパートナーとしてコンビを組むに至る経緯が詳細に描かれている。また、オリジナルキャラクターとして警視庁が開発したマドンナというメイドロボットが登場するなど、大幅に独自要素が加えられている。
- 原著 - あきれた刑事脚本家グループ
- 編著 - 大貫哲義
- 編・発行元 - 日本テレビ放送網

| 巻数 | 収録タイトル                                                                  | 発行日     |
| ---- | ----------------------------------------------------------------------------- | ---------- |
| 1    | 変身泥棒 / 二重誘拐 / 一触爆発 / 偽札狂乱（ママ）                             | 1987年12月 |
| 2    | 虚々実々 / 逃亡遊戯 / 潜入哀歓 /右往左往                                      | 1987年12月 |
| 3    | 桃色吐息 / 正体暴露 / アイドル誘拐 / 人質はお嬢様                             | 1988年2月  |
| 4    | 女課長の甘いワナ / あぶないパンダ探し / 同級生は危険な女 / 湯けむりぷっつん娘 | 1988年3月  |
| 5    | 黒いドレスの殺人鬼 / 追いつめて松山城 / あやしい香港マフィア / 保険金デート   | 1988年4月  |

## 前後番組
| 日本テレビ 水曜日20時台       | 日本テレビ 水曜日20時台 | 日本テレビ 水曜日20時台 |
| 前番組                        | 番組名                  | 次番組                  |
| ----------------------------- | ----------------------- | ----------------------- |
| 水曜バラエティ ※19:30 - 20:54 | あきれた刑事            | 欽ちゃんの気楽にリン    |